# Lac de Derborence
Pour les articles homonymes, voir Derborence.
Le lac de Derborence est un lac naturel des Alpes suisses situé en Valais sur la commune de Conthey. Il tire son nom du cirque de Derborence, où il se situe.

## Histoire
Le lac s’est formé en 1749 à la suite du second éboulement des Diablerets qui arracha une grande masse à la paroi rocheuse sous le glacier des Diablerets, bloquant ainsi le cours de la Derbonne.